# Richard Luce, barone Luce
Richard Napier Luce, barone Luce (Westminster, 14 ottobre 1936) è un politico inglese.

## Biografia
Richard Luce è nato nella Città di Westminster, Londra, il 14 ottobre 1936. Era il figlio di sir William Luce, governatore e comandante in capo di Aden, residente politico nel golfo Persico e rappresentante speciale presso il ministro degli esteri per gli affari del Golfo, e di sua moglie, Margaret Napier. Il fratello maggiore di suo padre era sir David Luce, Primo lord del mare dal 1963 al 1966. Suo nonno materno era Trevylyan Napier, comandante in capo della stazione marittima per l'America e le Indie Occidentali dal 1919 al 1920. Sua sorella Diana è sposata con il capitano della marina reale in pensione David Hart Dyke e sua nipote è la comica e attrice Miranda Hart. Il suo nonno paterno, il contrammiraglio John Luce, ha combattuto in due battaglie durante la prima guerra mondiale: la battaglia di Coronel e quella delle Isole Falkland.
È stato educato al Wellington College e al Christ's College dell'Università di Cambridge. Ha svolto il servizio militare a Cipro dal 1955 al 1957.
Ha quindi lavorato nel servizio civile d'oltremare come ufficiale di distretto in Kenya dal 1960 al 1962. Ha poi lavorato per Gallaher Ltd come direttore del marchio dal 1963 al 1965, prima di diventare direttore marketing per la Spirella Company of Great Britain. Dal 1968 al 1971 è stato direttore del National Innovation Centre. È quindi stato presidente di IFA Consultants Ltd dal 1972 al 1979, presidente di Selenex Ltd dal 1973 al 1979 e di Courtenay Stewart International dal 1975 al 1979.
Dopo aver inutilmente conteso il seggio del collegio elettorale di Hitchin contro la laburista Shirley Williams nel 1970, l'anno successivo è stato eletto membro del Parlamento per Arundel e Shoreham in un'elezione supplementare. Quando nel febbraio del 1974 questa circoscrizione è stata abolita per dei cambiamenti di confine, è stato eletto per il nuovo collegio elettorale di Shoreham. In occasione delle elezioni generali del 1992 non si è ricandidato. Luce è stato segretario privato parlamentare presso il Ministro degli affari commerciali e dei consumatori nel 1972. Dopo che il Partito Conservatore ha perso le elezioni generali del febbraio 1974, è diventato whip dell'opposizione.
Quando i conservatori sono tornati al potere alle elezioni politiche del 1979, è diventato sottosegretario di Stato per gli affari esteri al Foreign Office. Nel 1981 è stato promosso a ministro di Stato per gli affari esteri all'interno dello stesso dipartimento. Nel 1982, ha seguito il suo segretario di Stato, lord Carrington, nel dimettersi dopo lo scoppio della guerra delle Falkland che il ministero non era riuscito ad evitare. L'anno successivo è tornato in carica. Nel 1985 è stato trasferito all'Ufficio del Consiglio Privato come ministro delle arti e ministro della funzione pubblica, il suo ultimo ufficio ministeriale. Nel 1986 è entrato nel Consiglio privato di sua maestà. Si è dimesso nel 1990.
Nel 1991 è stato nominato cavaliere. Dal 1992 al 1996 è stato vice-cancelliere dell'Università di Buckingham. Nel 1997 è stato nominato governatore di Gibilterra, ufficio che ha ricoperto fino al 2000.
Il 2 ottobre 2000 è stato creato pari a vita, con il titolo di barone Luce, di Adur nella contea del West Sussex. Il 1º ottobre 2000 è stato nominato Lord ciambellano e qualche giorno dopo cavaliere di gran croce dell'Ordine reale vittoriano. Ha lasciato l'incarico l'11 ottobre 2006.
Il 23 aprile 2008 è stato nominato cavaliere compagno dell'Ordine della Giarrettiera. Questo è il più alto ordine di cavalleria nel Regno Unito ed è conferito personalmente dal sovrano. L'appartenenza all'Ordine della Giarrettiera è limitata a 24 persone, esclusi i membri della famiglia reale britannica e delle famiglie reali straniere.
Il 26 aprile 2012 il Primo ministro David Cameron lo ha nominato presidente della Commissione per le nomine della Corona per la sede di Canterbury, la commissione istituita per nominare il 105° arcivescovo di Canterbury.
Lord Luce è presidente della Voluntary Arts Network e della Royal Over-Seas League. È anche high steward abbazia di Westminster.

## Vita personale
Il 5 aprile 1961 è sposato con Rose Helen Nicholson (nata il 13 maggio 1937), figlia di sir Godfrey Nicholson. Hanno due figli:
- Alexander Richard Luce (18 luglio 1964);
- Edward Geoffrey Luce (1 giugno 1968), sposò Priya Basu.

## Nella cultura di massa
Lord Luce è stato interpretato da Jonathan Coy nella produzione della BBC del 2002 The Falklands Play di Ian Curteis. Ha anche scritto "Ringing the Changes, A Memoir", pubblicato da Michael Russell.

## Ascendenza
|                              |                    |                                          | Genitori                                   |  |  | Nonni |  |  | Bisnonni             |  |  | Trisnonni   |  |
|                              |                    |                                          |                                            |  |  |       |  |  | Charles Richard Luce |  |  | Thomas Luce |  |
|                              |                    |                                          |                                            |  |  |       |  |  | Charles Richard Luce |  |  | Thomas Luce |  |
|                              |                    | Susannah Hollis                          |                                            |  |  |       |  |  | Charles Richard Luce |  |  |             |  |
| John Luce                    |                    |                                          |                                            |  |  |       |  |  | Charles Richard Luce |  |  |             |  |
|                              |                    | Mary Visger                              | Harmon Visger                              |  |  |       |  |  |                      |  |  |             |  |
|                              |                    | Mary Visger                              | Harmon Visger                              |  |  |       |  |  |                      |  |  |             |  |
|                              |                    | Mary Visger                              | Elizabeth Miller                           |  |  |       |  |  |                      |  |  |             |  |
| sir William Henry Luce       |                    | Mary Visger                              |                                            |  |  |       |  |  |                      |  |  |             |  |
|                              |                    | Alfred Harris Tucker                     | …                                          |  |  |       |  |  |                      |  |  |             |  |
|                              |                    | Alfred Harris Tucker                     | …                                          |  |  |       |  |  |                      |  |  |             |  |
|                              |                    | Alfred Harris Tucker                     | …                                          |  |  |       |  |  |                      |  |  |             |  |
| Mary Dorothea Tucker         |                    | Alfred Harris Tucker                     |                                            |  |  |       |  |  |                      |  |  |             |  |
|                              |                    | Mary Ann Haynes                          | …                                          |  |  |       |  |  |                      |  |  |             |  |
|                              |                    | Mary Ann Haynes                          | …                                          |  |  |       |  |  |                      |  |  |             |  |
|                              |                    | Mary Ann Haynes                          | …                                          |  |  |       |  |  |                      |  |  |             |  |
| Richard Luce, barone Luce    |                    | Mary Ann Haynes                          |                                            |  |  |       |  |  |                      |  |  |             |  |
|                              | Gerard John Napier | Gerard Martin Berkely Napier             |                                            |  |  |       |  |  |                      |  |  |             |  |
|                              | Gerard John Napier | Gerard Martin Berkely Napier             |                                            |  |  |       |  |  |                      |  |  |             |  |
|                              | Gerard John Napier | Mary Paul                                |                                            |  |  |       |  |  |                      |  |  |             |  |
| sir Trevylyan Napier         | Gerard John Napier |                                          |                                            |  |  |       |  |  |                      |  |  |             |  |
|                              |                    | Ella Louisa Wilson                       | sir John Wilson                            |  |  |       |  |  |                      |  |  |             |  |
|                              |                    | Ella Louisa Wilson                       | sir John Wilson                            |  |  |       |  |  |                      |  |  |             |  |
|                              |                    | Ella Louisa Wilson                       | …                                          |  |  |       |  |  |                      |  |  |             |  |
| Margaret Napier              |                    | Ella Louisa Wilson                       |                                            |  |  |       |  |  |                      |  |  |             |  |
|                              |                    | sir Michael Culme-Seymour, III baronetto | rev. sir John Hobart Seymour, II baronetto |  |  |       |  |  |                      |  |  |             |  |
|                              |                    | sir Michael Culme-Seymour, III baronetto | rev. sir John Hobart Seymour, II baronetto |  |  |       |  |  |                      |  |  |             |  |
|                              |                    | sir Michael Culme-Seymour, III baronetto | Elizabeth Culme                            |  |  |       |  |  |                      |  |  |             |  |
| Mary Elizabeth Culme-Seymour |                    | sir Michael Culme-Seymour, III baronetto |                                            |  |  |       |  |  |                      |  |  |             |  |
|                              |                    | Mary Georgiana Watson                    | hon. Richard Watson                        |  |  |       |  |  |                      |  |  |             |  |
|                              |                    | Mary Georgiana Watson                    | hon. Richard Watson                        |  |  |       |  |  |                      |  |  |             |  |
|                              |                    | Mary Georgiana Watson                    | Lavinia Jane Quin                          |  |  |       |  |  |                      |  |  |             |  |
|                              |                    | Mary Georgiana Watson                    |                                            |  |  |       |  |  |                      |  |  |             |  |